# Krasnystaw
Krasnystaw – miasto w Polsce w województwie lubelskim, siedziba powiatu krasnostawskiego, przy ujściu rzeki Żółkiewki do Wieprza. Położone na terenie Działów Grabowieckich i Wyniosłości Giełczewskiej.
Herb miasta przedstawia dwie ryby (karpie) na niebieskim tle w kształcie tarczy hiszpańskiej. Umiejscowione one są naprzemianlegle, jedna nad drugą. Natomiast flaga Krasnegostawu jest prostokątną, żółtą tkaniną z umieszczonym na środku herbem miasta. Miejscowość posiada swój hejnał.
Krasnystaw położony jest na historycznej Rusi Czerwonej, w dawnej ziemi chełmskiej. Miasto królewskie lokowane w 1394 roku, do czasu rozbiorów w granicach województwa ruskiego. Krasnystaw uzyskał prawo składu w 1525 roku.
Według danych GUS z 31 grudnia 2022 miasto miało 17 519 mieszkańców.

## Położenie

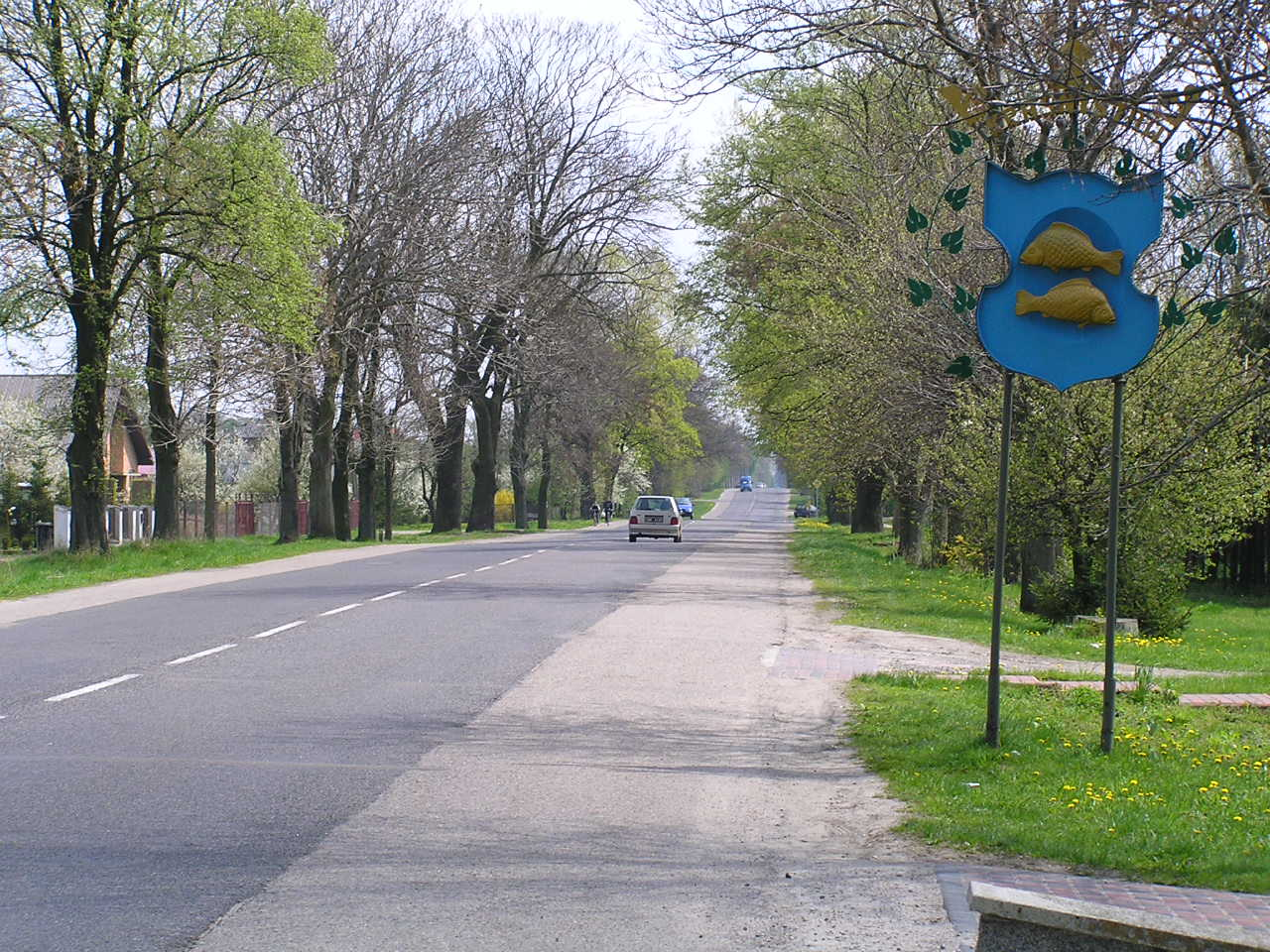
Herb miasta przy wjeździe do Krasnegostawu

Krasnystaw znajduje się na terenie Ekologicznego Systemu Obszarów Chronionych oraz fragmencie Grabowiecko-Strzeleckiego Obszaru Chronionego Krajobrazu.
Według danych z 1 stycznia 2009 powierzchnia miasta wynosi 42,13 km².
W latach 1975–1998 miasto administracyjnie należało do województwa chełmskiego.
Przez miasto przebiega droga krajowa nr 17, która jest częścią międzynarodowej drogi E372.
Przebiega tędy również linia kolejowa nr 69 z przystankami: Krasnystaw Fabryczny, Krasnystaw Miasto, obsługującymi pociągi pasażerskie m.in. do Lublina, Warszawy, Bydgoszczy i Zamościa.
Odległości do najbliższych miast w linii prostej:
- Lublin – 55 km
- Chełm – 27 km
- Zamość – 30 km

## Struktura powierzchni
Według danych z 2007 Krasnystaw zajmował 4207 ha, w tym:
- 2050 ha – grunty orne
- 100 ha – sady
- 40 ha łąki
- 25 ha – pastwiska
- 401 ha – lasy

## Historia

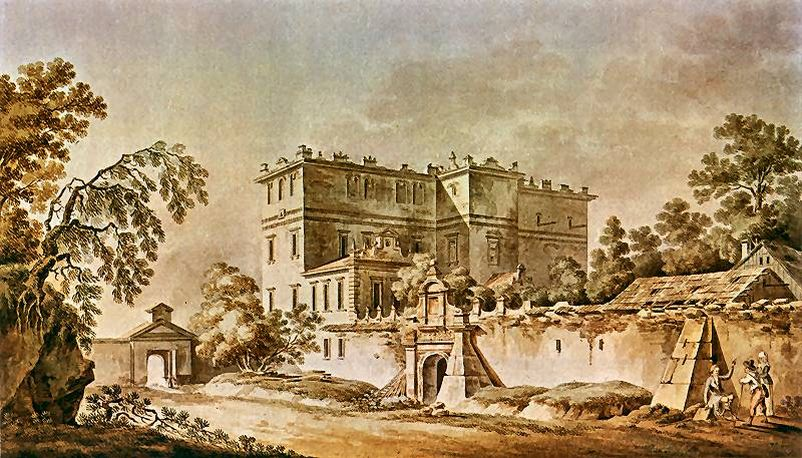
Zygmunt Vogel – „Widok zamku w Krasnymstawie” (1794)

Miasto zostało założone na gruntach wsi Szczekarzew. Prawa miejskie otrzymało w akcie Władysława Jagiełły sporządzonym w Krakowie 1 marca 1394. W XV wieku dzięki położeniu na trakcie handlowym Pomorze-Lublin-Lwów nastąpił rozwój miasta. W 1525 Krasnystaw otrzymał prawo składu soli i miodu. W 1554 miasto uzyskało przywilej de non tolerandis Judaeis. Stanowił on także ośrodek handlu zbożem i rzemiosła. W latach 1490–1826 był on siedzibą biskupów chełmskich. Po likwidacji diecezji chełmskiej i utworzeniu diecezji lubelskiej w 1805 Krasnystaw funkcjonował również jako stolica diecezji lubelskiej. Pełnił również funkcję starostwa grodowego i w związku z tym za czasów I Rzeczypospolitej miały tu miejsce sądy szlacheckie: ziemski i grodzki.

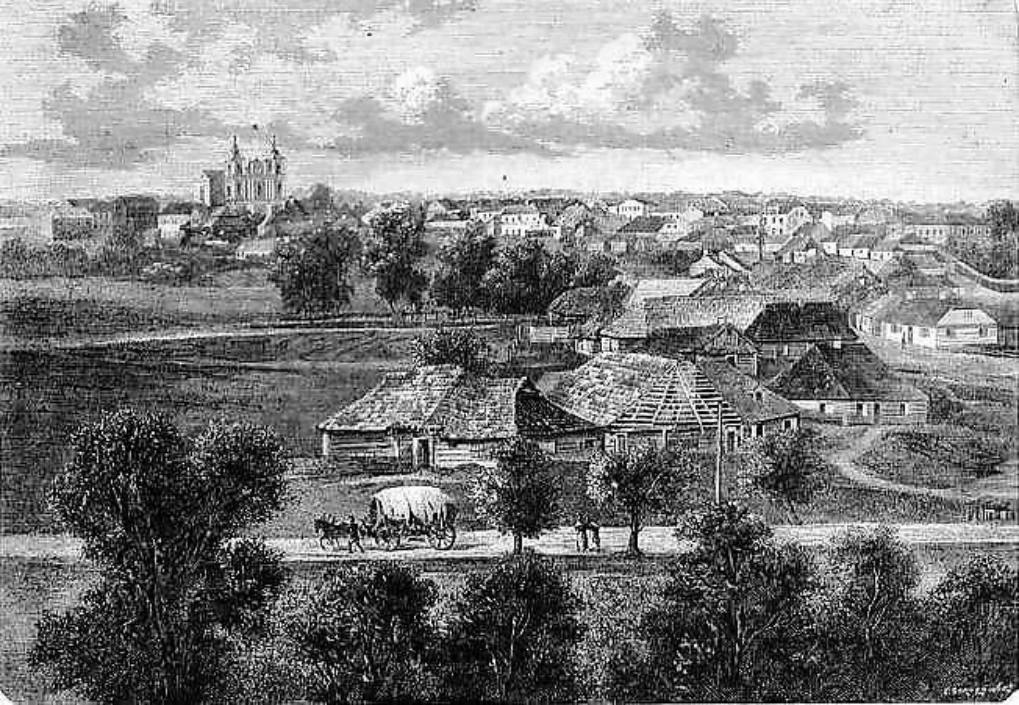
Edward Gorazdowski – Krasnystaw (1871)

W połowie XVII wieku, w czasie wojen polsko-szwedzkich, zniszczono zamek i mury miejskie. Od 1795 miasto znajdowało się w zaborze austriackim, od 1809 w Księstwie Warszawskim, a od 1815 w Królestwie Polskim (zabór rosyjski). Podczas powstania styczniowego jazda polska odniosła tu zwycięstwo atakując garnizon rosyjski. W XIX wieku miasto stanowiło ośrodek usługowy.
Podczas I wojny światowej, miasto w latach 1914–1916 było trzykrotnie zdobywane i w wyniku tego zostało kompletnie zniszczone na skutek walk między wojskami austriackimi i rosyjskimi. Wg relacji miasto było zniszczone w 3/4 i jego stan był katastrofalny. Wg danych prezentowanych na Zjeździe Przedstawicieli Miast i Miasteczek w dniach 8 i 9 września 1917 zorganizowanym przez Wydział Budowlany Głównego Komitetu Ratunkowego i Rady Miejskiej Lublina aż 380 budynków w Krasnymstawie zostało spalonych w wyniku działań wojennych. Było to jedno z najbardziej zniszczonych miast na terenie okupowanym przez Austro-Węgry. W 1916 do Krasnegostawu doprowadzono kolej.

### Okres międzywojenny
W okresie wojny polsko-bolszewickiej 1920 Krasnystaw był terenem o dużych wpływach komunistów, którzy z sukcesem rozwijali działalność propagandową, w szczególności wśród poborowych. W okresie międzywojennym w powiecie krasnystawskim dominowała lewica spod znaku Polskiego Stronnictwa Ludowego „Wyzwolenie”. W 1922 rozpoczęto odbudowę spalonego ratusza.

### II wojna światowa
W czasie niemieckiej agresji na Polskę, w Krasnymstawie uruchomiono wojskową tzw. policyjną zaporę pomagającą zabłąkanym żołnierzom polskim dotrzeć do formowanych jednostek Wojska Polskiego. 
Miały tu miejsce także walki z armią niemiecką, w których zginęło ok. 150 polskich żołnierzy. 18 września–19 września 1939 toczyły się tu walki 39 Dywizji Piechoty i brygady kawalerii z niemieckimi jednostkami zmotoryzowanymi.
Podczas okupacji hitlerowskiej (1940–1942) w mieście znajdowało się getto, w którym zamknięto ok. 4 tys. obywateli polskich narodowości żydowskiej. Getto znajdowało się przy ul. Grobla i miało charakter przejściowy, po kilku miesiącach ludność została przetransportowana do obozu w Izbicy i obozu zagłady w Bełżcu (ok. 2 tys. osób). W mieście znajdowało się także więzienie, w którym Niemcy rozstrzelali 395 osób (1939–1944).
W okolicy działała także partyzantka (1940–1944) – Armia Krajowa, Bataliony Chłopskie, Gwardia Ludowa, Armia Ludowa i Narodowa Organizacja Wojskowa-Narodowe Siły Zbrojne. Partyzanci m.in.: uwolnili ok. 300 więźniów z miejscowego więzienia (1943) i zniszczyli 26 pociągów niemieckich (wiosną 1944).

### Okres powojenny
W latach 1944–1950 na terenie Krasnegostawu i okolic działała partyzantka antykomunistyczna. 5 stycznia 1946 w czasie zabawy urządzonej w budynku zarządu miejskiego wrzucono dwa granaty. Zginęły 3 osoby a 11 zostało rannych.
W okresie Polski Ludowej nastąpił gwałtowny rozwój miasta. W okresie powojennym założono w mieście wodociąg. W 1951 oddano do użytku pierwszą inwestycję przemysłową w mieście – Fermentownię Tytoniu. W 1969 zbudowano Zakłady Wyrobów Sanitarnych zatrudniające ok. 800 osób. W latach siedemdziesiątych powstały tu m.in. Zakłady Przemysłu Odzieżowego (filia warszawskiej „Cory”), Proszkownia Mleka i Cukrownia „Krasnystaw” (w momencie budowy największy tego typu zakład w kraju).
W 1971 roku zapoczątkowano tradycję organizowania „Chmielaków Krasnostawskich”.
W latach 1919–1975 i od 1999 Krasnystaw jest siedzibą powiatu.

## Zabytki
- Zespół klasztoru jezuitów:

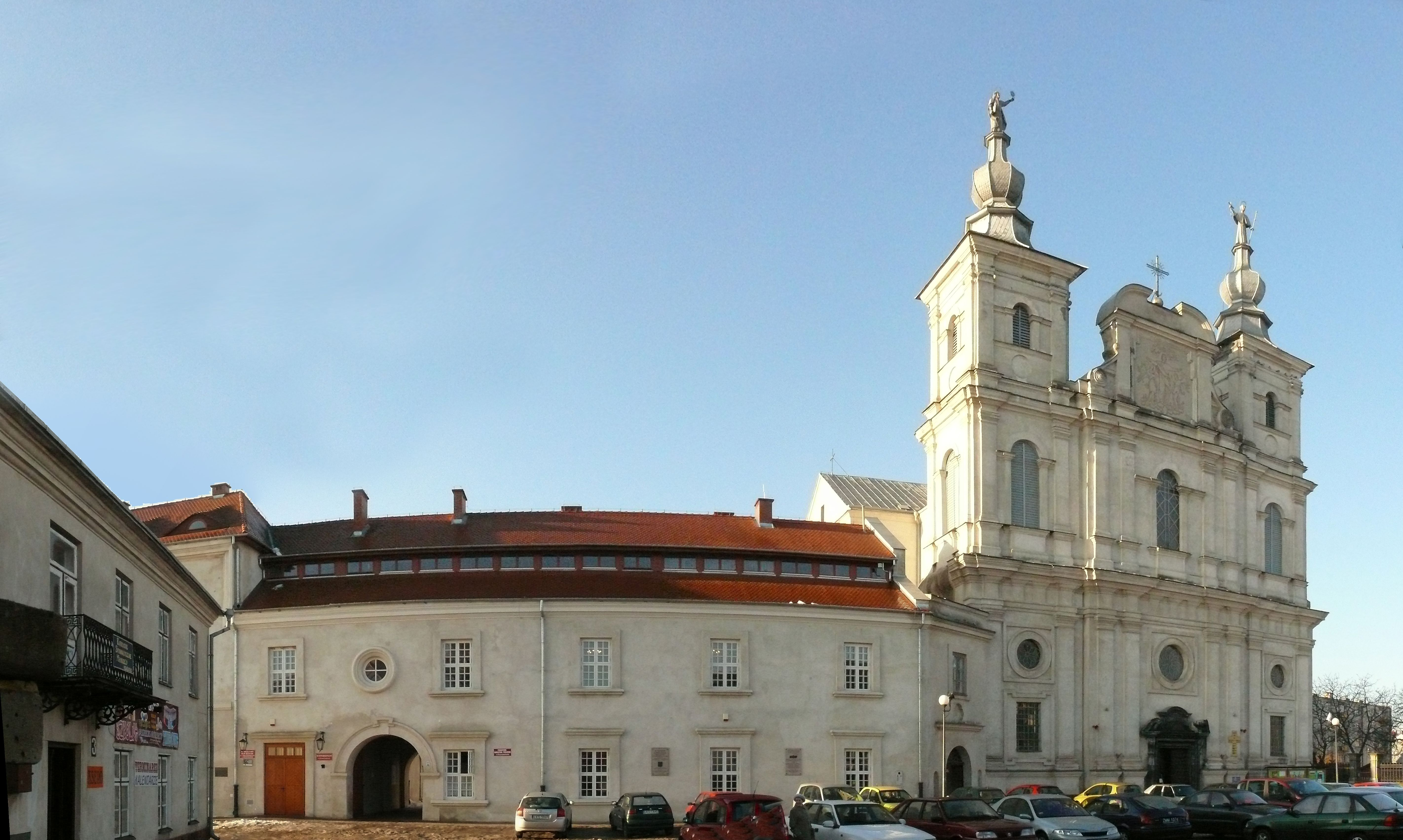
Barokowy kościół pojezuicki św. Franciszka Ksawerego

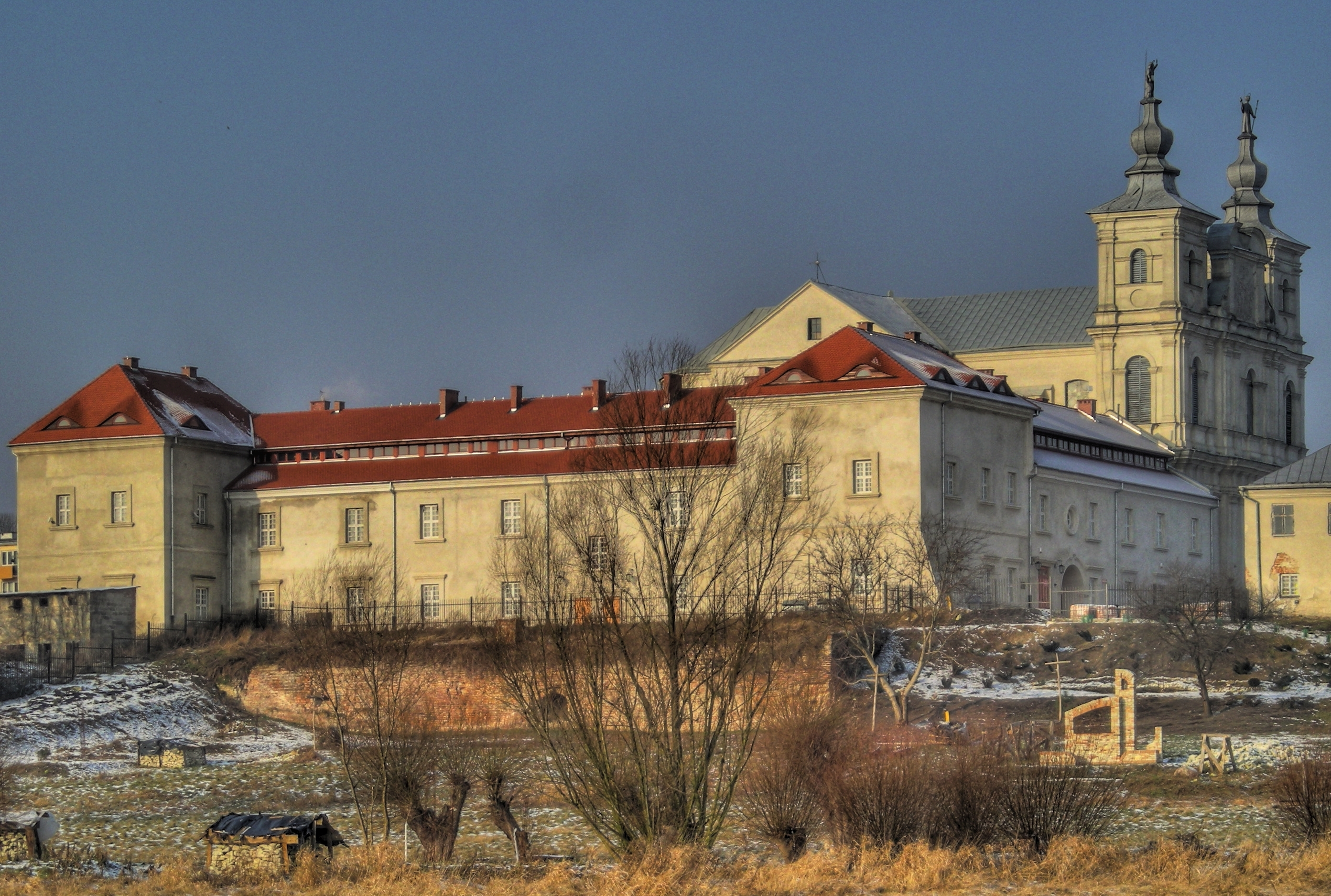
Kościół św. Franciszka Ksawerego wraz z kolegium pojezuickim – obecnie Muzeum Regionalne i Biblioteka publiczna

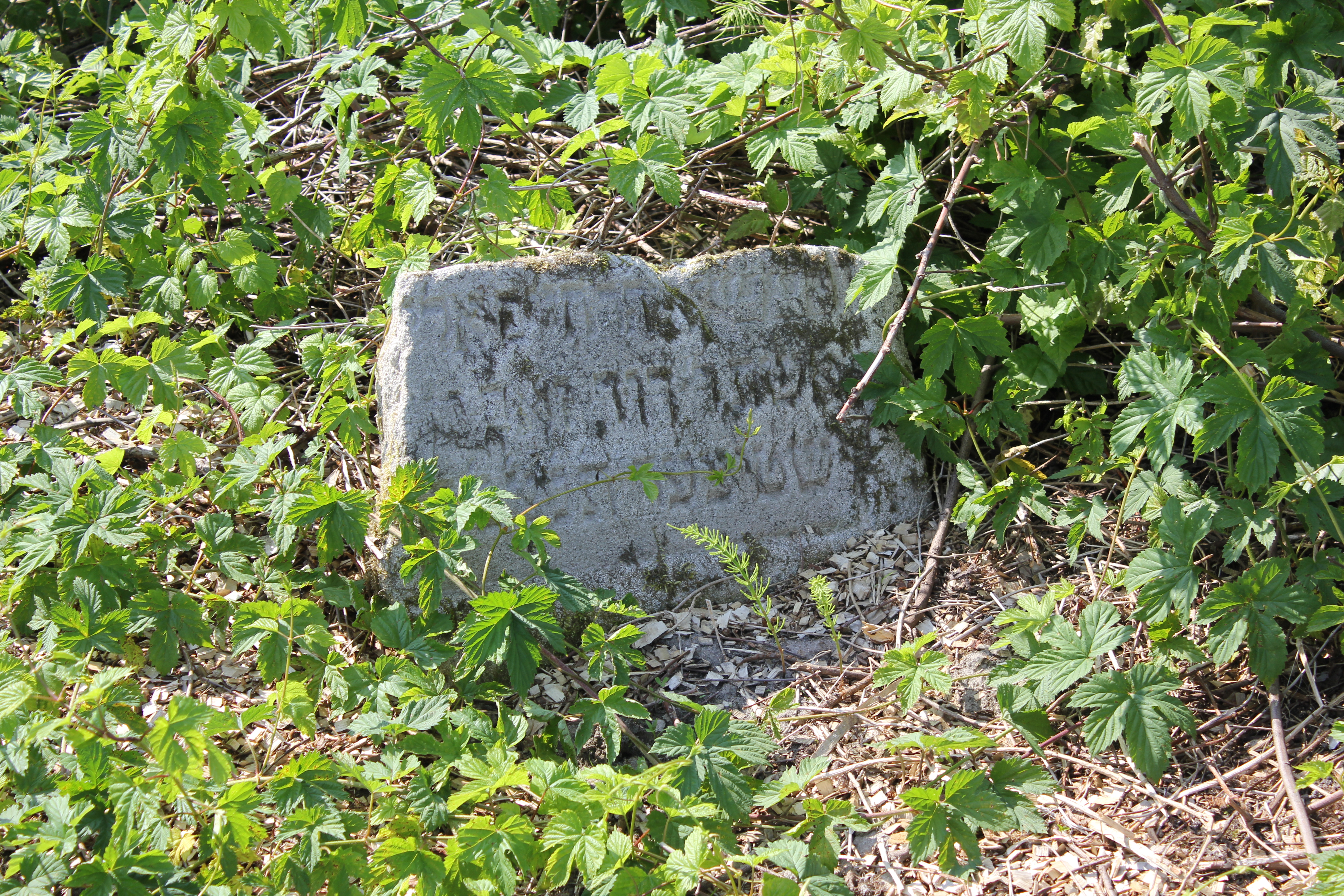
Macewa na cmentarzu żydowskim

  - kościół św. Franciszka Ksawerego w stylu barokowym, z wystrojem (sztukateria, polichromia)
  - kolegium jezuickie z 1720 (w 1730 i 1902 rozbudowane, 2008 całkowity remont i przebudowa), styl barokowy – obecnie muzeum, biblioteka publiczna i Młodzieżowy Dom Kultury im. Marii Konopnickiej
- Pałac biskupi z pierwszej połowy XVII wieku ufundowany przez bp. Stanisława Gomolińskiego
- Budynek seminarium (1719–1739) – przebudowany w XIX i XX wieku
- Zespół klasztoru augustianów:
  - budynki z XIV i XVII wieku (obok zabudowań do 1816 stał zamek):
    - kościół powstały ok. 1458, ufundowany przez Władysława Jagiełłę, zniszczony podczas najazdu tatarskiego, odbudowany w 1458. Przebudowany w 1826 i 1951. Kościół zachował swoją bryłę i oszkarpowane prezbiterium
    - klasztor powstały w drugiej połowie XVII wieku. W październiku 1696 został w nim pochowany ks. bp Stanisław Jacek Święcicki

  - budynki powstałe po 1826 – w 1826 rząd carski odebrał augustianom stary kościół i klasztor. W ramach rekompensaty powstały nowe zabudowania:
    - kościół Trójcy Przenajświętszej – powstały w latach 1837–1839
    - klasztor – służył jako koszary wojsk carskich w okresie zaborów. W okresie międzywojennym mieściła się w nim Podoficerska Szkoła Łączności. Natomiast w czasie okupacji stacjonowały w nim wojska niemieckie. Obecnie znajduje się w nim szkoła zawodowa
- Synagoga
- Cmentarz żydowski;
- Ratusz miejski z okresu międzywojennego
- Dwór w zespole dworsko-folwarcznym przy ul. Sikorskiego 10, drewniany, wzniesiony w 1 poł. XIX w., gdy administratorami dóbr byli Marianna i August Kiccy. Wyróżnia się zwartą bryłą o przysadzistych proporcjach, z charakterystycznym portykiem kolumnowym od frontu i wydatnym dachem naczółkowym, pierwotnie poszytym gontem. Oprócz niewątpliwych walorów architektonicznych, ma dużą wartość historyczną, gdyż jest jedyną zachowaną siedzibą starostów na terenie chełmszczyzny
- Stanowisko archeologiczne w miejscu nieistniejącego zamku w Krasnymstawie, wzniesionego w XIV wieku

W mieście znajduje się także Muzeum Regionalne, zawierające zbiory z dziedzin takich jak m.in.: etnografia, historia, numizmatyka, sztuka i archeologia.
Rosnący na rynku klon jesionolistny został zgłoszony przez Krasnostawski Ruch Ekologiczny „Viridis” do ogólnopolskiego konkursu Drzewo Roku 2018 i zajął I miejsce.

## Demografia
Dane z 31 grudnia 2006:
| Opis                              | Ogółem | Ogółem | Kobiety | Kobiety | Mężczyźni | Mężczyźni |
| --------------------------------- | ------ | ------ | ------- | ------- | --------- | --------- |
| Jednostka                         | osób   | %      | osób    | %       | osób      | %         |
| Populacja                         | 19 361 | 100    | 10 176  | 52,5    | 9185      | 47,5      |
| Gęstość zaludnienia [mieszk./km²] | 460,2  | 460,2  | 241,8   | 241,8   | 218,3     | 218,3     |

Bezrobocie w powiecie krasnostawskim wynosi 11,7% dane z czerwca 2008.

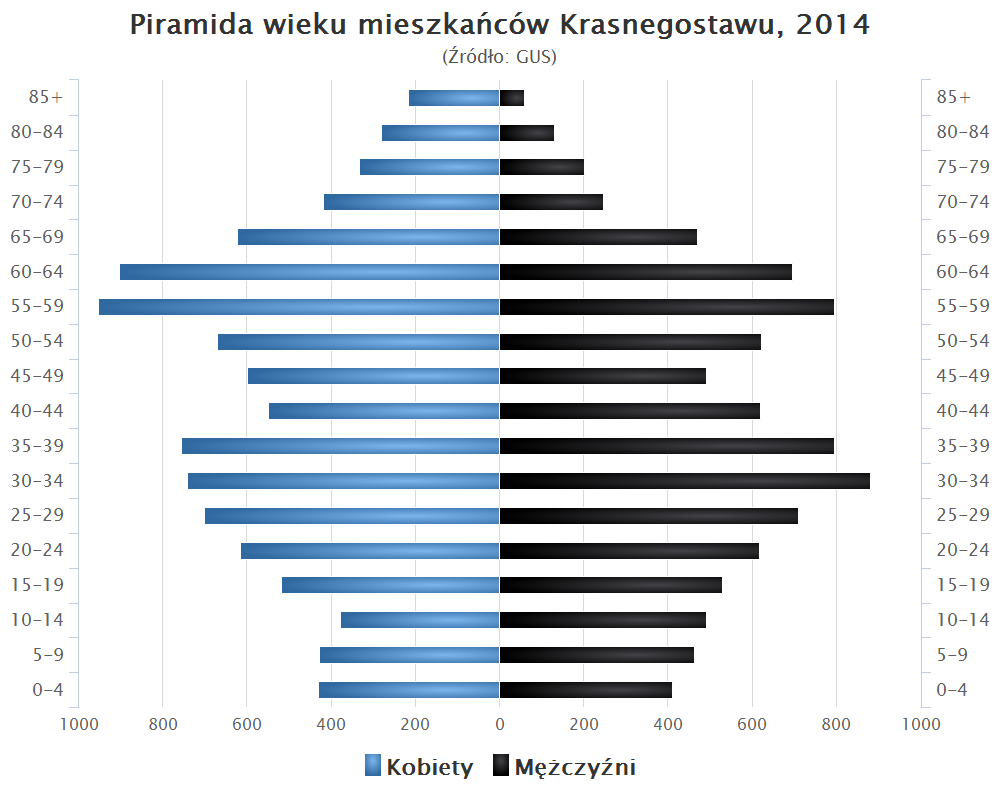
Piramida wieku mieszkańców Krasnegostawu w 2014 roku

## Gospodarka
W Krasnymstawie dominuje przemysł spożywczy:
- Cukrownia „Krasnystaw”
- Okręgowa Spółdzielnia Mleczarska Krasnystaw
- fermentownia tytoniu
- elewator zbożowy Triticarr

Znajdują się tam także przedsiębiorstwa zajmujące się produkcją:
- odzieżową Cora-Tex
- sanitarną Cersanit
- opakowań tekturowych Kartonex
- materiałów budowlanych
- energetyczną Energoremont

## Chmielaki Krasnostawskie

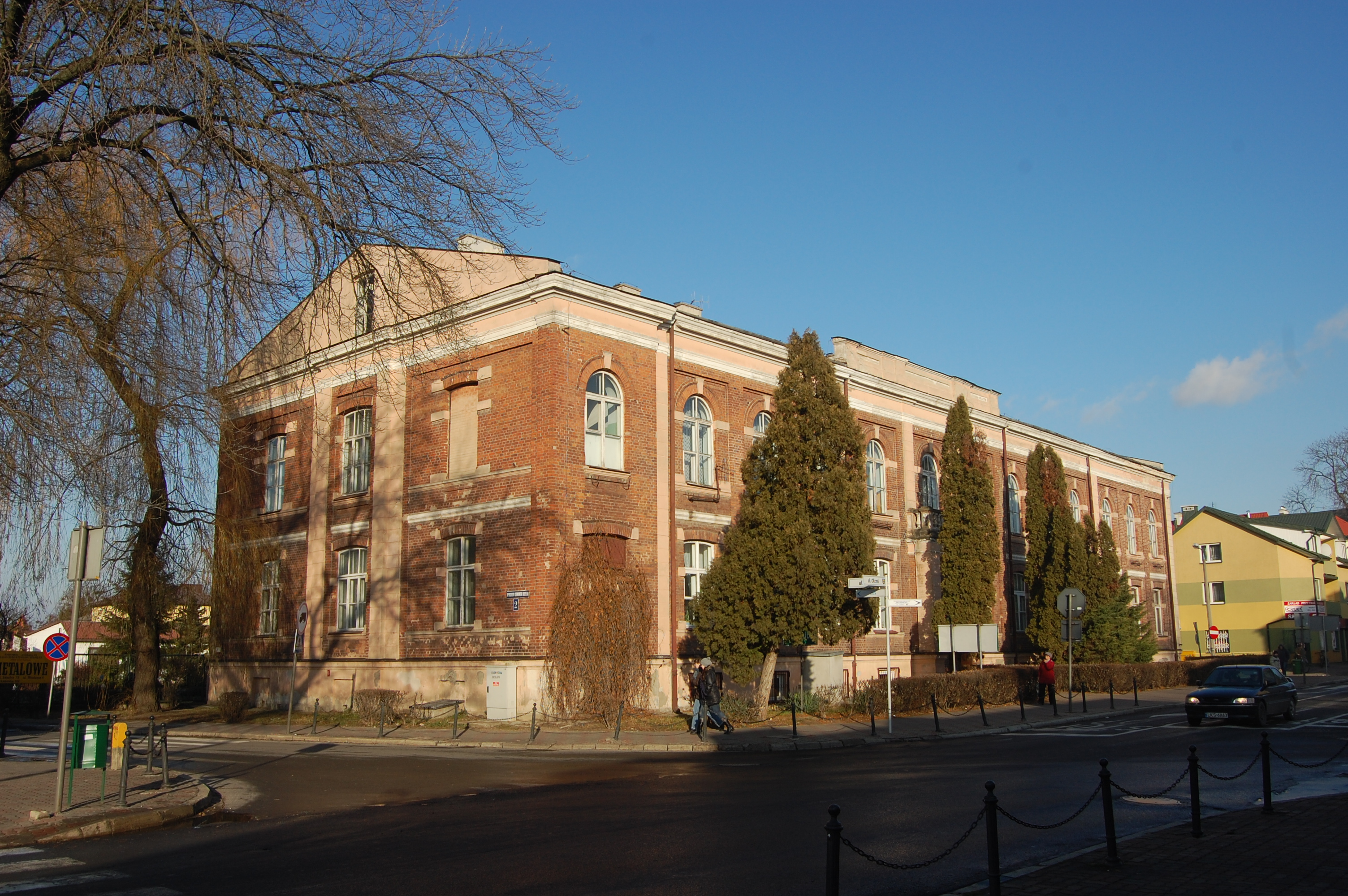
Ulica Okrzei

Od 1971 w mieście organizowane jest Ogólnopolskie Święto Chmielarzy i Piwowarów „Chmielaki Krasnostawskie”. Festiwal odbywał się na początku września i trwał trzy dni, obecnie Chmielaki odbywają się pod koniec sierpnia i również trwają 3 dni.
Organizowane są w tym czasie koncerty podzielone na kategorie, m.in. Chmiel Rock, Cersanit Jazz, występy kapel ludowych oraz inne imprezy towarzyszące. Co roku przez ulice miasta przechodzi korowód chmielakowy składający się z uczniów miejscowych szkół. Od 2005 świętu towarzyszy Konsumencki Konkurs Piw oraz wybierana jest Najlepsza Karczma Piwna (konkurs na najciekawszy ogródek piwny prezentowany podczas Chmielaków).

## Honorowi obywatele
- 1994 – Ryszard Rabiega, Wacław Sennik[22]
- 1995 – Wiltrud Wessel[23]
- 1997 – ks. Piotr Kimak[24]
- 2004 – ks. Ryszard Winiarski[25]
- 2017 – Kazimierz Stołecki[26]
- 2018 – Marek Suliga[27]
- 2024 – Jesse Eisenberg[28]

## Złote Karpie
Złote Karpie – honorowe wyróżnienie przyznawane od 1998 osobom przyczyniającym się do rozwoju miasta (zawodowo, artystycznie lub społecznie). Jest ono wręczane podczas Dni Krasnegostawu. Zostało ono nadane następującym osobom:

- 1998 – ks. Piotr Kimak, Tadeusz Badach, Bronisława Żuk
- 1999 – ks. Ryszard Winiarski, Jan Ćwirta, Maria Gleń
- 2000 – Wanda Gałan, Edward Polski, Mariusz Dubaj
- 2001 – Scholastyka Pawlak-Trochim, Czesław Typiak, Jan Henryk Cichosz
- 2002 – Janusz Korczyński, Jan Bąk, Edward Kawęcki
- 2003 – Władysław Fedorowicz, Zygmunt Kapuścik, Mieczysław Pawelec
- 2004 – Lidia Genowefa Kosmowska, Jadwiga Ściepko, Ludwik Kafarski
- 2005 – Janusz Salitra
- 2006 – Maurycy Bobel, Stanisław Woźniak, ks. Waldemar Taracha, Edward Kyc
- 2007 – Bożena Pachla, Henryk Petla, Kazimierz Ruszniak
- 2008 – ks. Henryk Kapica, Tadeusz Kiciński
- 2009 – ks. Roman Skowron, Wiesław Brodowski
- 2010 – Piotr Matej, Andrzej Aleksander Woźniak
- 2011 – Grzegorz Brodzik, Urszula Hus
- 2012 – Ewa Justyna Magdziarz, Jerzy Żuk
- 2013 – Janusz Mazurek, Marek Wereszczyński
- 2014 – Dariusz Pylak, Andrzej Leńczuk, Małgorzata Sroczyńska i Piotr Sroczyński
- 2015 – Andrzej Misiura
- 2016 – Irena Iwańczyk
- 2017 – Leszek Janeczek
- 2018 – Wiesław Krajewski
- 2019 – Małgorzata Antoniak
- 2020 - Zbigniew Atras[30][31]

## Edukacja

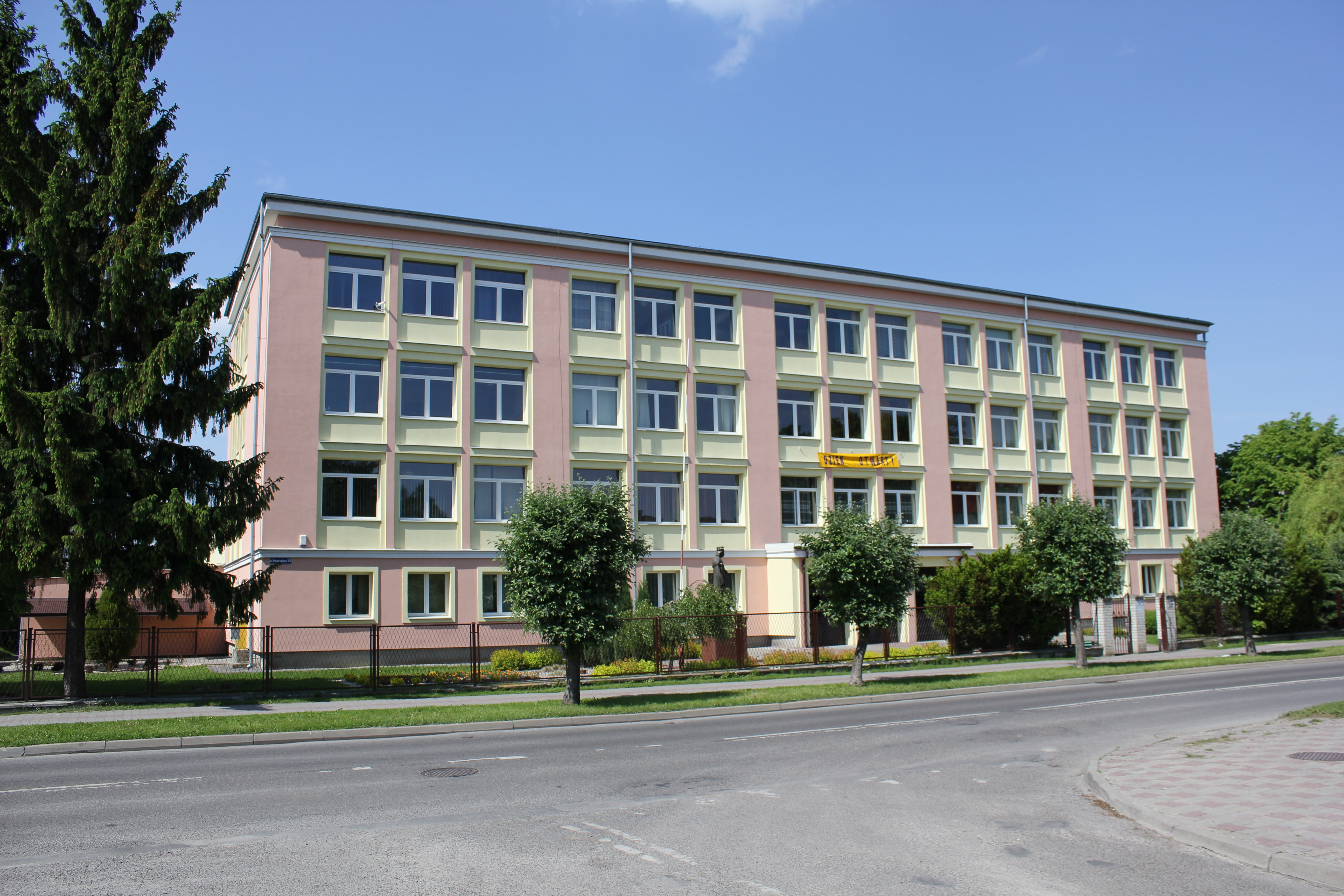
I Liceum Ogólnokształcące

- 1 żłobek
- 6 przedszkoli
- 4 szkoły podstawowe
- 2 licea ogólnokształcące
- 1 prywatna społeczna/prywatna
- 2 technika
- 1 szkoła muzyczna I i II stopnia
- 2 zasadnicze szkoły zawodowe
- 2 policealne szkoły dla dorosłych

## Administracja
Krasnystaw jest członkiem stowarzyszenia Unia Miasteczek Polskich.

## Wspólnoty wyznaniowe
Na terenie miasta działalność religijną prowadzą następujące Kościoły i związki wyznaniowe:
- Kościół rzymskokatolicki:
  - parafia św. Franciszka Ksawerego
  - parafia Matki Bożej Pocieszenia
  - parafia Trójcy Przenajświętszej
- Świadkowie Jehowy:
  - zbór Krasnystaw-Południe
  - zbór Krasnystaw-Północ
  - zbór Krasnystaw-Zachód (Sala Królestwa ul. Okrzei 119)[33][34]
- Kościół Zielonoświątkowy w RP:
  - zbór w Krasnymstawie

## Sport
Działające kluby:

- Start Krasnystaw – piłka nożna
- Luks Kinga Krasnystaw – piłka nożna kobiet
- UKS Jedynka Krasnystaw – piłka nożna
- KKS Sokół Krasnystaw – taekwondo
- LMKS Krasnystaw – zapasy
- MKS Junior Krasnystaw – pływanie
- Klub Szachowo-Warcabowy Krasnostawianie
- UKS Rocky Krasnystaw – boks
- Klub Brydża Sportowego
- Klub K1-TC – Kick Boxing
- Klub Karate Kyokushin Krasnystaw – Kyokushin
- KPS Krasnystaw – siatkówka
- UKS „Wodnik” Krasnystaw – pływanie

## Miasta partnerskie

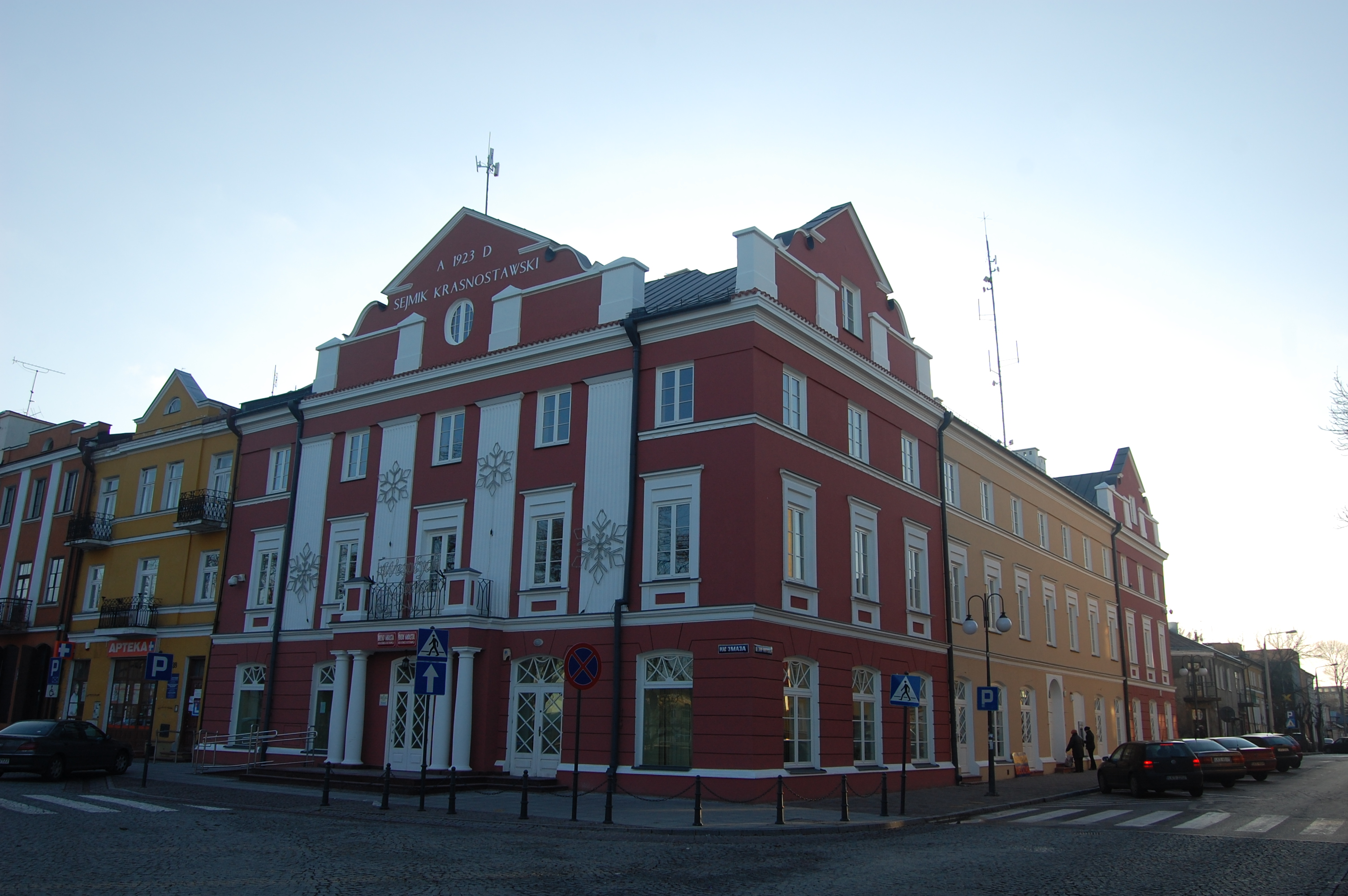
Budynek sejmiku – siedziba Urzędu Miasta

Przedstawiciele administracji Krasnegostawu podpisali dwustronne umowy o przyjaźni z miastami partnerskimi z 4 państw:
- Žatec  Czechy (1996)
- Alvesta  Szwecja (1997)
- Turijsk  Ukraina (2003)
- Horochów  Ukraina (2004)
- Püspökladány  Węgry

## Sołectwa miasta

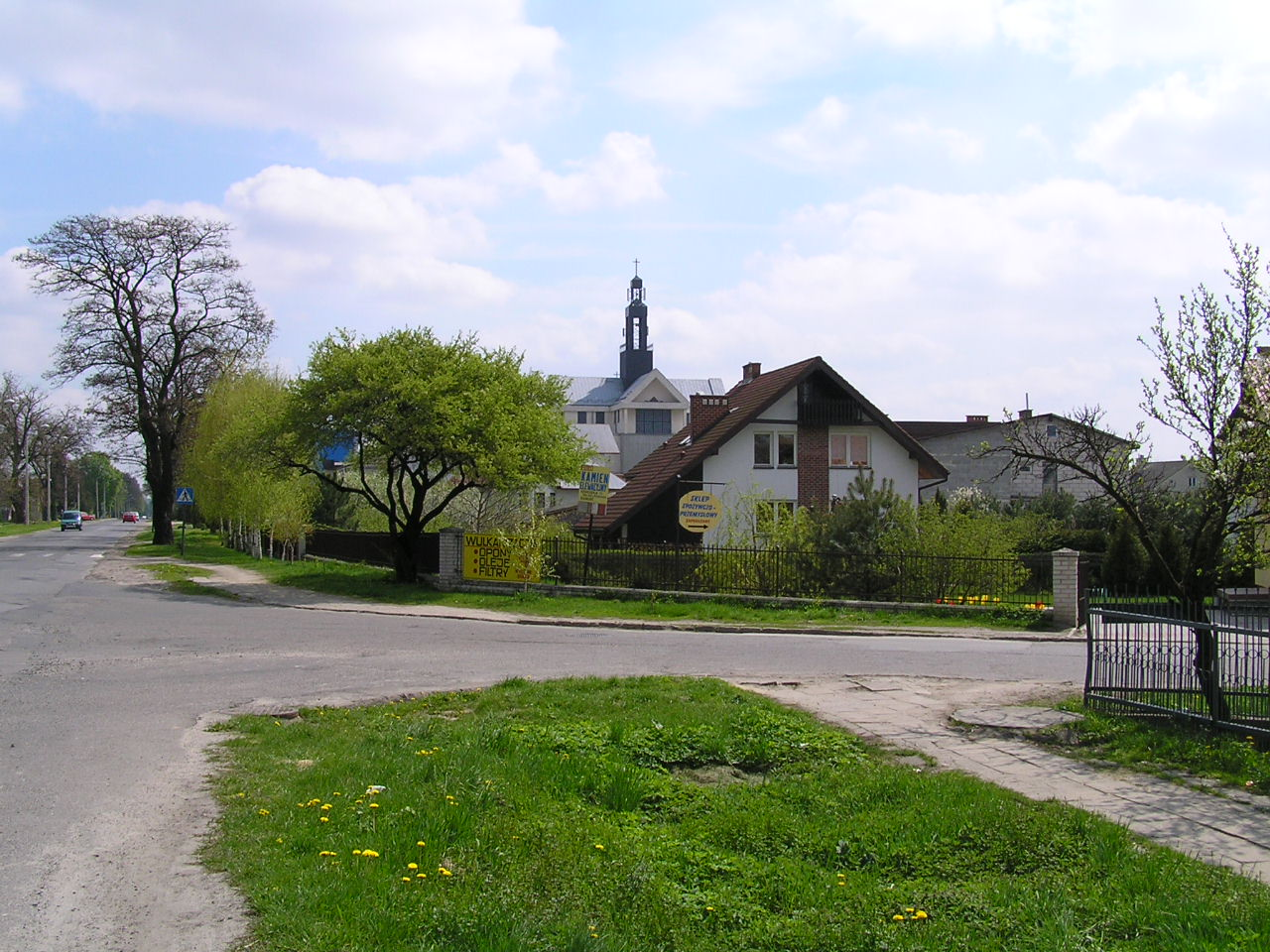
Krasnystaw – przedmieścia

W skład sołectw Krasnegostawu wchodzą: Przedmieście Zastawie, Kolonia Krakowskie Przedmieście, Krakowskie Przedmieście, Przedmieście Lubańki, Przedmieście Zakręcie, Kolonia Góry, Przedmieście Góry.

## Sąsiednie gminy
- gmina Krasnystaw
- gmina Siennica Różana

## Szlaki turystyczne
- – Szlak Ariański
- – Szlak Tadeusza Kościuszki
- – czerwony szlak rowerowy
- Szlak Mikołaja Reja
- Wschodni Szlak Rowerowy Green Velo